# L'amore alla fonte della vita
L'amore alla fonte della vita, detto anche Gli amanti alla fonte della vita è un dipinto a olio su tela (72 x 100cm) di Giovanni Segantini, completato nel 1896 e conservato nella Galleria d'Arte Moderna a Milano. 
L'opera fu commissionata dal principe russo Jussopoff di San Pietroburgo.
La tela è firmata e datata in basso sulla destra con la scritta in rosso "G. Segantini - Maloja 1896".
Pervenne alla Galleria nel 1955 come legato.

## Descrizione e stile
Appartiene alla fase matura dell'artista, che la realizzò tre anni prima della morte, all'età di trentotto anni. È una delle più celebri opere della fase simbolista del pittore, cominciata nel 1891 con Le cattive madri. Allo stesso 1891 data anche la svolta divisionista di Segantini, che aderisce a questo movimento pittorico contemporaneamente a Previati e Morbelli, e di cui questo dipinto è annoverato fra le opere più rappresentative. 
Fu dipinto a Maloja, villaggio alpino del cantone dei Grigioni dove l'artista si era appena trasferito con la famiglia.
Così fu descritto da Segantini stesso in una lettera del 1896:
(Giovanni Segantini, Lettera dell'11 ottobre 1896 indirizzata a Domenico Tumiati)